# Константинова, Екатерина Григорьевна
Екатерина Григорьевна Константинова (11 [23] ноября 1887 — 20 марта 1938) — послушница Московского Скорбященского монастыря. Почитается в Русской православной церкви как преподобномученица. Память (по юлианскому календарю) 7 марта, в Соборе новомучеников и исповедников Российских (первое воскресение после 25 января) и в Соборе Бутовских новомучеников.

## Жизнеописание
Родилась 11 [23] ноября 1887 в деревне Саврасово Черкизовской волости Московского уезда Московской губернии в семье зажиточного крестьянина, имевшего столярную мастерскую и бакалейную лавку Григория Семёновича Константинова и его жены Татьяны Матвеевны, крещена на следующий день.
В 1905 году стала послушницей Московского Скорбященского монастыря, что располагался близ Бутырской заставы. Эта обитель, основанная в честь иконы Божией Матери «Всех скорбящих Радость», именовалась в народе Скорбященской. Учреждён монастырь был в 1890 году княжной Александрой Голицыной. Ко времени прихода в него послушницы Екатерины в обители было четыре храма и женское училище.
После революции монастырь был закрыт, и женщина уехала на родину в деревню Саврасово (ныне – Солнечногорского района). Через некоторое время после вступления в колхоз она по состоянию здоровья вышла из него. На жизнь зарабатывала тем, что стегала одеяла, чинила для колхоза мешки.

## Арест и гибель
24 февраля 1938 года была арестована и заключена в камеру предварительного заключения Солнечногорского отделения милиции. В тот же день состоялся допрос.
— Принимали ли вы участие в подавлении революционного движения против советской власти? 

— В подавлении революционного движения я никакого участия не принимала, а работала в монастыре, шила бельё. В 1918 году у меня померла сестра и у ней осталось трое детей. Последних я воспитывала по настоящее время, родители мои… и я лишались избирательных прав, раскулачены, после восстановлены. 

— Следствие располагает данными, что вы систематически вели контрреволюционную агитацию против коммунистической партии и советской власти. 

— Виновной себя в контрреволюционной агитации не признаю. Среди населения и между собой с монахинями мнениями делились, что хорошо было при царской России и что плохо при советской власти. Я лично припомнить не могу, что мы говорили.
Следователем для дачи свидетельских показаний был вызван на допрос односельчанин, который рассказал, что
Екатерина Константинова в настоящее время обряд свой монашеский не бросила, имеет связь с попом Нарвским, систематически ведёт среди населения и колхозников контрреволюционную агитацию. Имелся случай в последних числах октября 1937 года: она лично при мне подошла к парникам колхозным и говорит: «Вот сколько колхоз затратил денег на парники, а всё равно овощей мало дают, и так во всех колхозах безобразие такое. Сколько ни строит советская власть, а всё прахом идёт. Смотри, какие овощи дорогие против прежнего времени. У нас, бывало, в монастыре и то лучше были огороды без всяких парников, и овощи дешевле были, да и лучше мы жили в сто раз. Вот что значит не почитают Господа Бога, Он за то вас и карает. И если будете работать, всё равно пользы нисколько в колхозе не будет. При мирной обстановке с голоду помирают, а я когда была в монастыре, и в военное время у нас всего было много и дёшево. Вот если бы руководство бы старое опять всё ожило бы, а то вот теперь мучаетесь, бросили бы всё и ушли, пусть бы сами коммунисты копались в огородах и строили парники».
11 марта 1938 года тройка НКВД по Московской области приговорила её к расстрелу за «систематическую контрреволюционную агитацию, высказывание террористических намерений и распространение клеветы о голоде в СССР».
20 марта 1938 года была расстреляна на полигоне Бутово под Москвой и погребена в общей могиле.

## Реабилитация
Реабилитирована в июле 1989 года.

## Семья
Екатерина рано потеряла отца: Григорий Семёнович Константинов умер 9 ноября 1889 от брюшного тифа в возрасте 24 лет.
Уже после его смерти, у Татьяны Матвеевны родился брат Екатерины Григорий (15 января 1890), а 8 апреля 1890 вдова вышла замуж за крестьянина из той же деревни, уволенного в запас нестроевого младшего разряда Управления Московского окружного артиллерийского склада, Сергея Николаевича Фёдорова.
Татьяна Матвеевна пережила свою дочь и умерла в 1949 году, похоронена на кладбище в деревне Середниково.

## Канонизация
Причислена к лику святых Новомучеников Российских постановлением Священного синода 12 марта 2002 года для общецерковного почитания.